# Cavea
V antičnem Rimu je bila cavea (iz latinščine 'prostor za gledalce') del s sedeži rimskih gledališč in rimskega amfiteatra. Občasno ta izraz velja tudi za sedeže rimskega cirkusa.
Cavea je sestavljena iz niza koncentričnih vrst klopi, ki so jih vrezali ali položili na strani hriba ali so jih podpirale arkade, ki so bile vgrajene v zgradbo stavbe. Odvisno od pomembnosti stavbe, so bile lahko vrste klopi razdeljene na različne odseke.
Cavea je tradicionalno organizirana v treh horizontalnih odsekih, ki ustrezajo socialnemu razredu gledalcev:
- Ima cavea je najnižji del cavee in tisti, ki neposredno obkroža orkester. Običajno je bila namenjena za zgornje sloje družbe.
- Media cavea, ki sledi, je bila odprta za širšo javnost, čeprav je bila večinoma rezervirana za moške.
- Summa Cavea je najvišji del in je bil običajno odprt za ženske in otroke.

Prav tako je bila prva vrsta imenovana prima cavea, zadnja vrsta pa se je imenovala cavea ultima. Cavea je bila razdeljena vertikalno v cunei. Cuneus (latinsko za 'klin'; množina cunei) je bila klinasta delitev, ločena s scalae ali stopnicami.